# 库尔德斯坦议会
库尔德斯坦议会（库尔德语：پەرلەمانی كوردستان；阿拉伯语：‎），通称伊拉克库尔德斯坦议会、庫德自治議會等，前稱庫爾德斯坦國民議會，是伊拉克库尔德斯坦的最高立法机关。库尔德斯坦议会实行一院制，由100名议员组成。现任议长是拉瓦茲·法耶克，她也是該會首位女性議長。